# Oscaecilia osae
Oscaecilia osae és una espècie d'amfibis gimnofions de la família Caeciliidae. És endèmica de Costa Rica. Els seus hàbitats naturals inclouen boscos secs tropicals o subtropicales, plantacions, jardins rurals i zones prèviament boscoses ara molt degradades.